# Lunettes de Trois-Châtels et de Tousey
Vous lisez un « bon article » labellisé en 2011.
Les lunettes de Trois-Châtels (fort de Rostaing) et de Tousey (fort d'Arçon), sont des ouvrages fortifiés situés à Besançon en région Bourgogne Franche-Comté. Il s'agit de deux lunettes militaires construites à la fin du XVIIIe siècle afin d'appuyer le front de la citadelle de Vauban, et de la protéger contre les attaques de revers sur le front arrière. La position qu’elles occupent fut historiquement stratégique notamment lors de l'affrontement franco-espagnol de 1674, puis lorsque Vauban s'y intéressa pour améliorer la défense de la citadelle. Mais ce n'est qu'au début des années 1790 que les deux ouvrages voient le jour, avant d'être reconstruits durant la Restauration car jugés bien trop vétustes. Ils furent utilisés lors de la Seconde Guerre mondiale notamment par les Alliés venus libérer la ville, avant de sombrer peu à peu dans l'abandon à l'instar de nombreux édifices de ce type. Néanmoins, Trois-Châtels et Tousey sont sauvées par un propriétaire privé qui les rachète, restaure Tousey et cède Trois-Châtels à un autre particulier.

## Contexte

### Historique de la place forte de Besançon

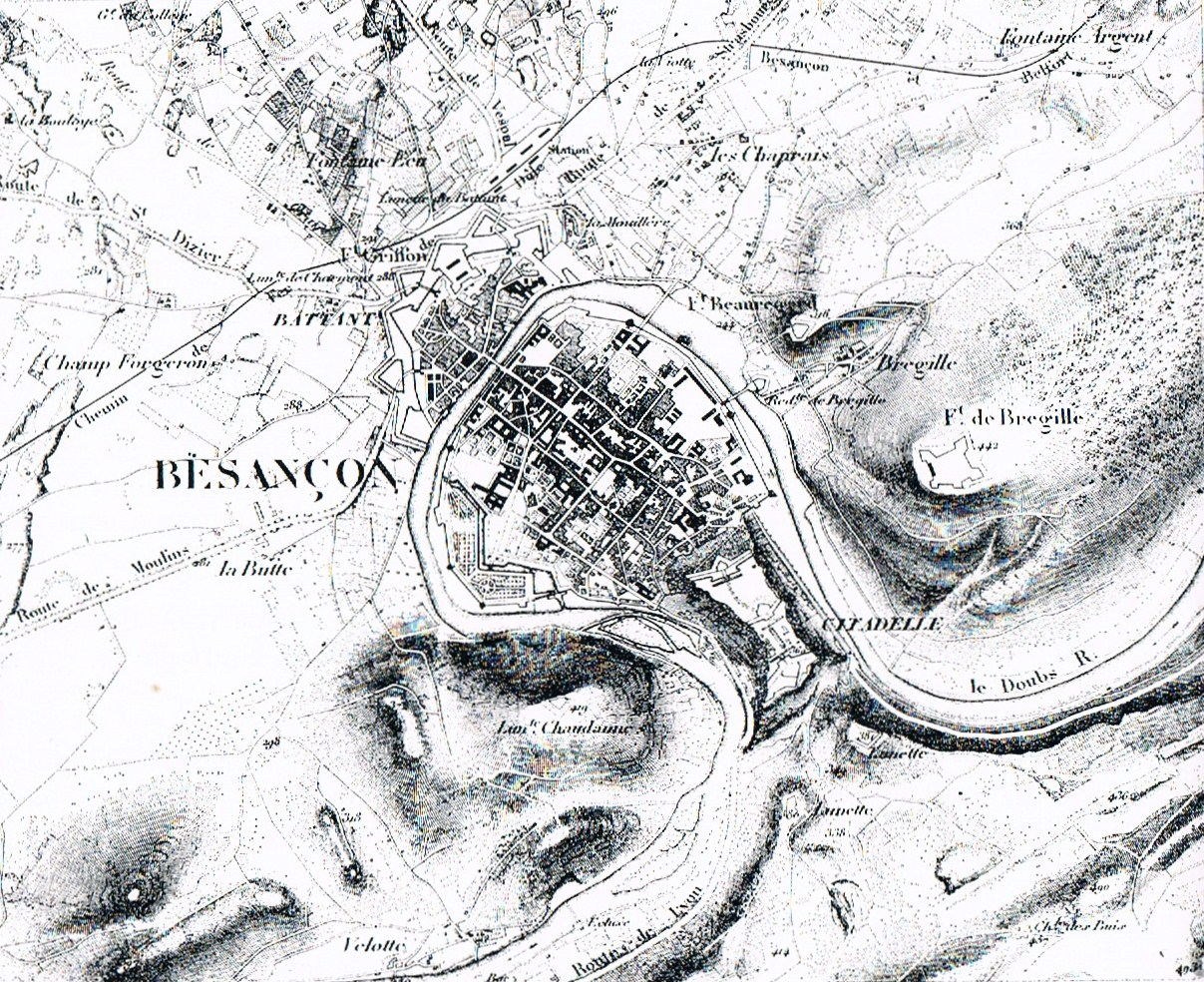
Plan de la place forte de Besançon datant du XIX.

À partir de la fin du XIXe siècle, le gouvernement français réorganisa les fortifications du Territoire afin de pouvoir répondre efficacement à une éventuelle nouvelle guerre avec l'Allemagne, le revanchisme apparaissant à cette époque,. Le système défensif de Besançon n'avait quasiment pas évolué depuis que Vauban avait doté la ville de son imposante citadelle ainsi que de tours et d'une enceinte, alors que le besoin d'un véritable réseau de forts semblait de plus en plus indispensable,. En effet, après la guerre franco-allemande de 1870, nombre d'ingénieurs ont fait remarquer que la capitale comtoise était vulnérable à cause de sites comme le mont de Brégille ou la colline de Chaudanne qui n'étaient pas pourvus efficacement d'infrastructures défensives.
Ces points stratégiques furent le théâtre de combats au cours de l'histoire, et particulièrement lors du conflit franco-prussien où l'armée française fut obligée de bâtir des redoutes et des batteries dans l'urgence. Après cette guerre, le général Raymond Adolphe Séré de Rivières organisa les réseaux de fortifications de l'Est avec son célèbre système Séré de Rivières qui consistait en un dispositif de rideaux défensifs constitués par une chaîne de forts isolés contrôlant les points de passage obligés, et qui se terminait à chaque extrémité par des places fortes bloquant les trouées par lesquelles l'ennemi pourrait s'engager.
C'est ainsi que pas moins de 25 ouvrages furent construits dans un périmètre de 50 km autour de la ville de Besançon, dont les lunettes de Trois-Châtels et de Tousey, ainsi que celle de Chaudanne.

### Situation géographique et rôle défensif

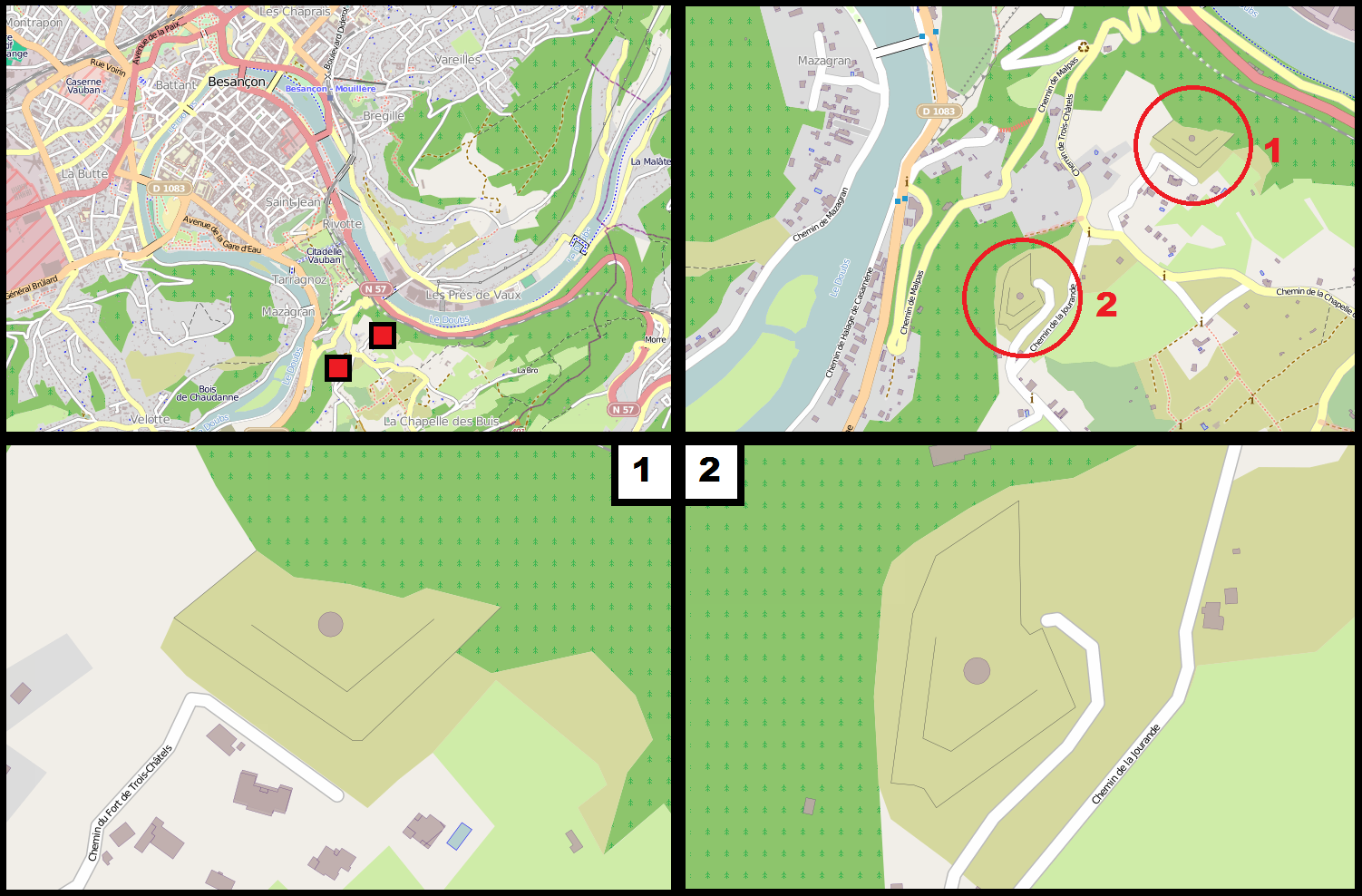
Localisation des bâtiments.

Les deux lunettes sont situées sur les flancs du Mont Saint-Étienne, dans le quartier historique de La Boucle. Elles trônent sur un éperon rocheux formant un monticule fermé des côtés est et ouest par la rivière du Doubs effectuant sa boucle, et du côté nord par la citadelle de Vauban, tandis que la face sud s'ouvre pleinement sur la Chapelle des Buis. La topographie du site rend donc les ouvrages particulièrement intéressants, le terrain formant une sorte d'épingle de 600 mètres de largeur dont les bords est (direction Rivotte) donnent sur une falaise plongeant directement dans le Doubs, et les bords ouest sur une pente très forte qui se jette à Tarragnoz. Le fort de Trois-Châtels observe la direction nord et est (la Malatte, les Près de Vaux et plus généralement Rivotte) et le fort de Tousey la direction ouest (Casamène, Malpas et plus généralement Tarragnoz).
Ces lunettes peuvent être considérées soit comme une troisième ligne de défense de la rive gauche du Doubs et de la citadelle (lunettes de Trois-Châtels et de Tousey — forts des Buis — fort de Beurre), soit comme une fraction du noyau central situé sur les devants sud de la citadelle. Le site avait également un ultime avantage, celui d'avoir un profond ravin formant un fossé entre ses arrières et le front de secours de la citadelle, procurant un système de communication de choix entre les ouvrages et le corps de place.

## Histoire

### Édification et mise en service
La place actuellement occupée par les deux ouvrages avait déjà été courtisée par Sébastien Le Prestre de Vauban au cours du XVIIIe siècle. Lors de son débat l'opposant avec François Michel Le Tellier de Louvois quant à une possible mise à l'abri des hauteurs encadrant la citadelle, il avait pris part pour la construction d'une fortification légère prenant appui sur les places de Trois-Châtels et de Tousey. Il écrivit à Louvois le 21 octobre 1677 : « ce serait un bon dessein et pour le moins aussi raisonnable que Chaudanne ».
Certainement Vauban avait appris l'intérêt stratégique de la place lorsqu'en 1674, la Franche-Comté alors sous domination espagnole, est reconquise par Louis XIV,. En effet à cette époque le roi de France installe une batterie vraisemblablement au col séparant Tousey de Trois-Châtels, afin d'achever la résistance farouche encore présente dans la citadelle. Louis XIV assista à la reddition espagnole le 23 mai 1674 depuis le même site, et vit déployer du front de secours de la citadelle les sept-cents braves défilants tambour battant. Mais malgré l'importance historique et militaire du site, rien ne vit le jour sous l'égide de Vauban.
Mais c'est finalement au début des années 1790, entre 1791 et 1794 probablement, que les deux lunettes voient le jour sous la forme d'imparfaits ouvrages défensifs. Une troisième lunette d'Arçon est également construite à la même époque  sur la colline de Chaudanne, mais elle se situe actuellement à l'intérieur du Fort de Chaudanne. On doit leur existence au général Jean Le Michaud d'Arçon, qui dote la capitale comtoise de ces deux lunettes. Cependant leur édification se fait dans la hâte, avec des malfaçons dues à la topographie du terrain mal pris en compte et à la précipitation d'exécution. Aussi, s'ajoutent à cela la dépréciation des assignats, les difficultés du sol ou la mauvaise qualité des déblais des fossés sur lesquels on avait compté pour l'exécution des revêtements.

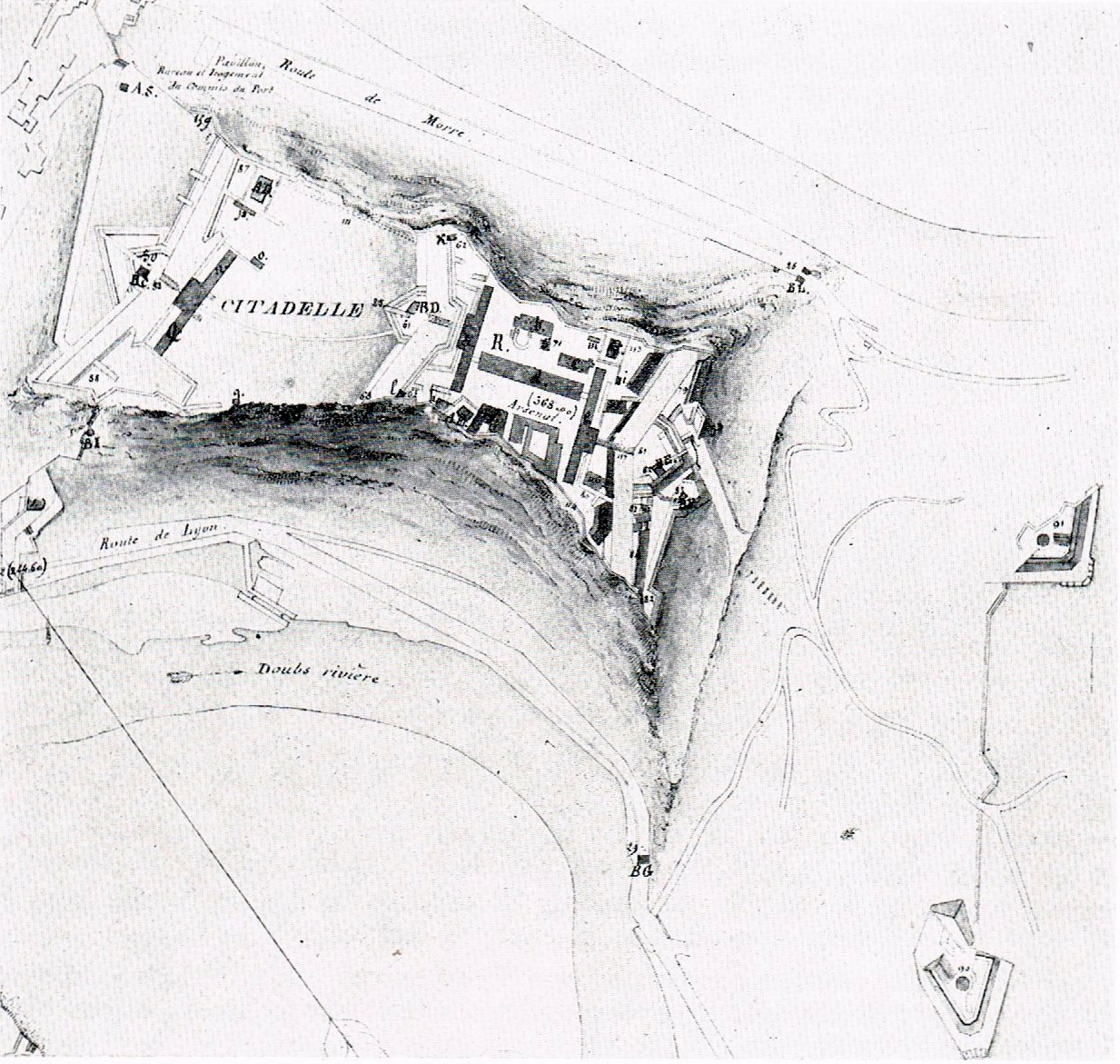
Plan de la citadelle et des lunettes datant de 1838. Les lunettes sont placées à droite de la citadelle.

Après avoir été bâtis, les édifices reçoivent officiellement les noms de lunette de Rostaing (Trois-Châtels) et d'Arçon (Tousey, du nom de leur concepteur). Mais comme de nombreux autres forts bisontins, ils sont appelés couramment par leur nom d'usage : le toponyme Trois-Châtels fait référence à la toponymie du site, et Tousey a quant à lui une origine inconnue. En 1814, quelques années après l'inauguration des édifices, la campagne de France oppose les troupes napoléoniennes aux alliés de la Sixième Coalition lors d'un siège à Besançon. Mais les ouvrages étaient alors si vétustes que le commandement français refuse de les occuper. Cependant ils aidèrent les troupes à reprendre le dessus sur les assaillants aux abords de la citadelle, notamment les 2 et 3 mars et les 31 mars et 1er avril lorsque les bâtiments furent utilisés pour le front.
En 1905, le Dictionnaire géographique et administratif de la France et de ses colonies donne la définition suivante pour Tousey : « fort de Besançon (Doubs) renforçant la citadelle dans l'isthme de la boucle du Doubs et en formant un S., avec le fort des Trois-Châtels, une avancée. Le fort a été construit sous Louis XVI par l'ingénieur d'Arçon. »

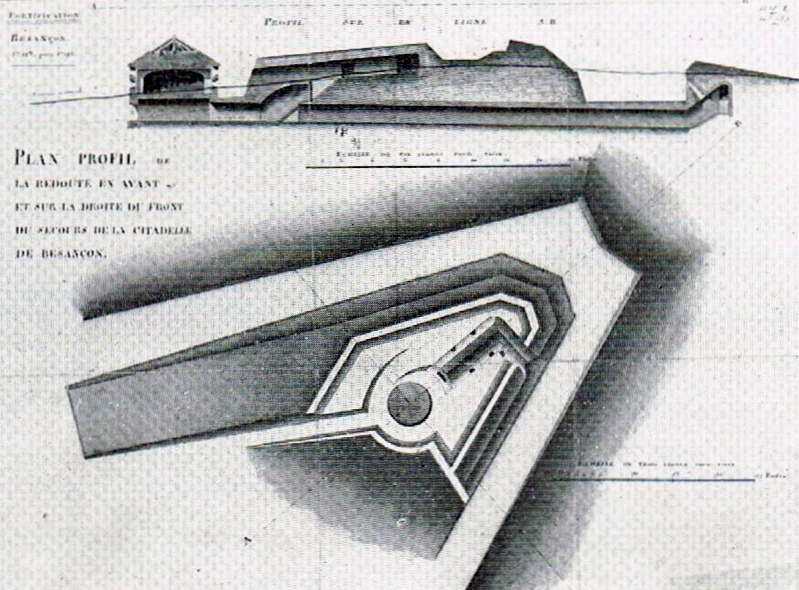
Plan de la lunette de Tousey, début du XIXe siècle.
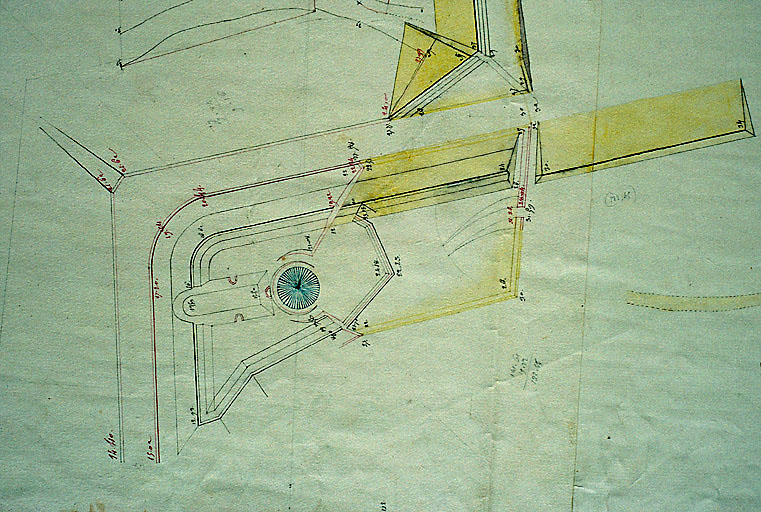
Plan de la lunette de Trois-Châtels, début du XIXe siècle.

### De la reconstruction à la Libération
Au début de la Restauration une seconde monture est mise en place, avec de la pierre de qualité et un temps suffisant pour donner naissance à une sorte de bâtiment désigné par lunette d'Arçon. Le site ne fut pas utilisé lors de la guerre franco-allemande de 1870 ou durant la Première Guerre mondiale, du fait que la ville de Besançon n'a pas été impliquée lors de ces conflits.

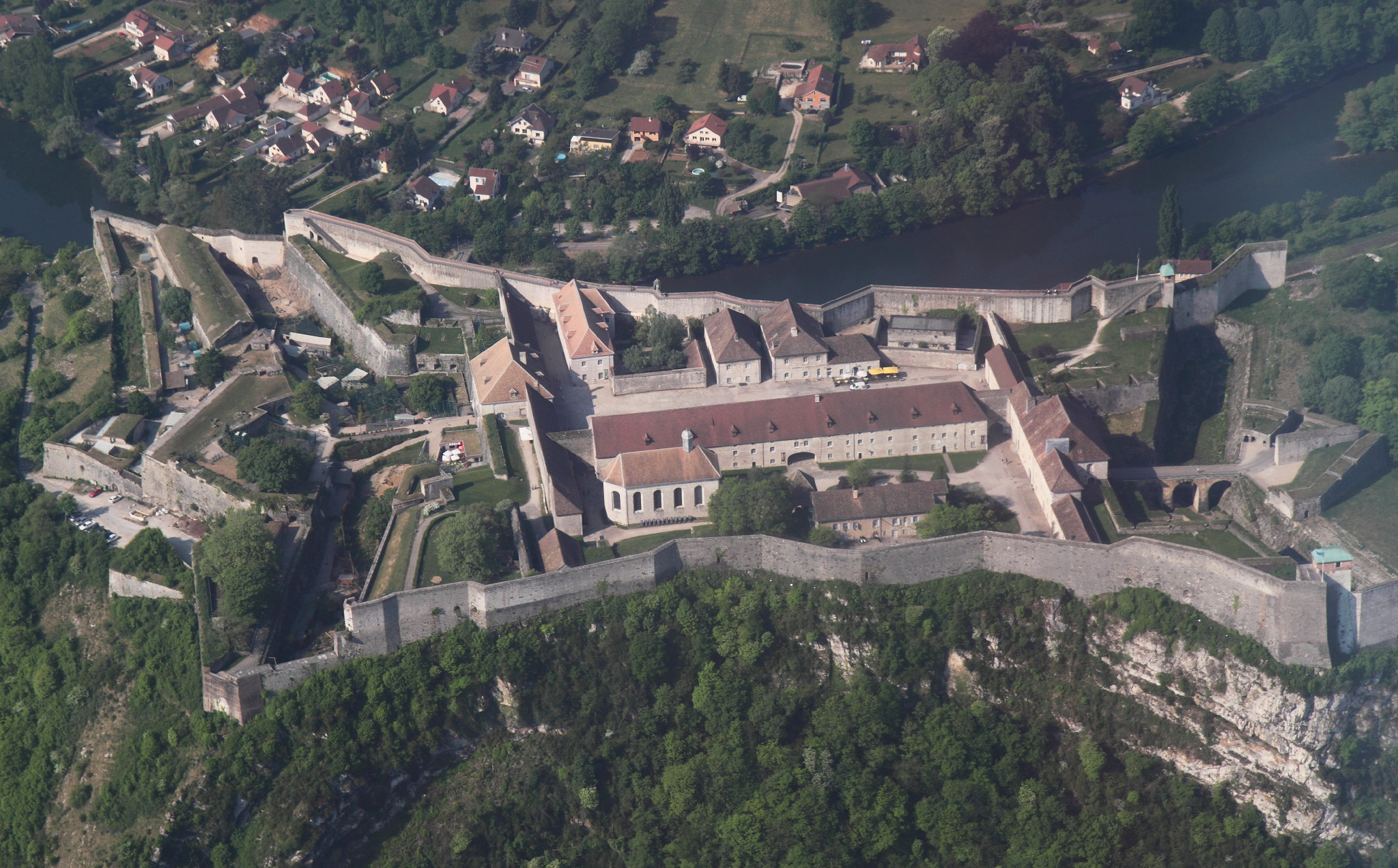
La citadelle vue du ciel.

Lors de la Seconde Guerre mondiale, le site acquiert une importance non négligeable pour les Alliés venus délivrer la capitale comtoise. Le 7 septembre 1944, le 1er bataillon du 30e régiment d'infanterie américaine fait face à deux compagnies allemandes, alors retranchées derrière le front de secours de la citadelle. Au crépuscule, les Alliés partirent depuis la Chapelle des Buis et affrontèrent ardemment l'ennemi, faisant tomber la lunette de Tousey à dix heures du matin en capturant 80 prisonniers, puis Trois-Châtels à midi. Ils commencèrent par la suite à passer le ravin, et après plusieurs combats infructueux ils firent venir un canon de 155 mm pour commencer à pilonner la position nazie à partir de 18h45. Une heure plus tard, à exactement 19h45, l'ennemi se rendit et Besançon fut libérée.
Comme de nombreux autres édifices bisontins de ce type, les lunettes de Trois-Châtels et de Tousey sont abandonnées à une date inconnue.

### Les édifices de nos jours
La lunette des Trois-Châtels fait l’objet d’une inscription au titre des monuments historiques depuis le 28 décembre 1995.
Les lunettes, rachetées durant les années 1990, appartiennent aujourd'hui à deux particuliers. Le premier  a réparé les dégâts  consécutifs à la libération de Besançon en septembre 1944 et transformé Tousey en une  résidence secondaire ; le second poursuit (2017) la restauration de Trois-Châtels.  Ces propriétés ne se visitent pas. En 2009 lors d'un conseil municipal, Jean Rosselot a accusé le maire de la ville Jean-Louis Fousseret d'avoir laissé dépérir certains édifices dont le fort de Trois-Châtels, arguant la volonté politique de faire passer la citadelle avant tout. Le 23 février de la même année il tente de créer un comité afin de protéger et mettre en valeur le patrimoine militaire de la ville non inscrit au patrimoine mondial de l'UNESCO, dont les deux lunettes.
Bien qu'elle ne soit pas au même endroit, il faut également citer l'existence d'une troisième lunette d'Arçon à Besançon : celle qui a été construite sur le sommet de la colline de Chaudanne et dont la tour-réduit  a été conservée à l'intérieur de l'enceinte du fort de Chaudanne par le général Haxo au XIXe siècle, .

## Architecture

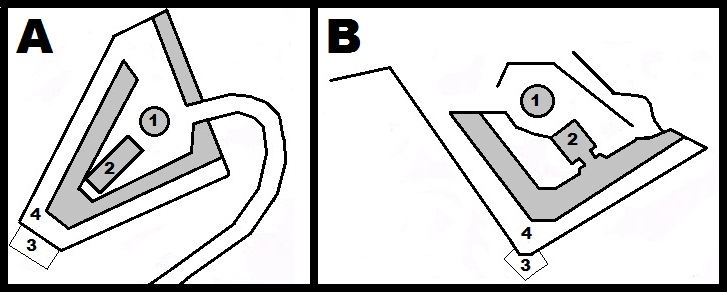
A : la lunette de Tousey.
B : la lunette de trois-Châtels.
1 : tour-réduit.
2 : traverse.
3 : coffre de contrescarpe.
4 : fossés.

Les édifices ne présentent pas d'éléments architecturaux notables, étant des ouvrages peu importants et typiques du procédé dit lunette d'Arçon.
Ils se caractérisent par un large retranchement triangulaire, ouvert à la gorge et précédé d'une fosse profonde, d'une tour-réduit imposante reliée par un souterrain à un coffre de contrescarpe ainsi que d'une traverse recouvrant un abri sous voûte. Avant travaux, les deux tours possédaient une toiture particulière : Trois-Châtels était coiffée d'une sombre et insolite couverture en ardoise qui dépassait de peu le parapet, et Tousey arborait des tuiles franc-comtoises. À l'intérieur des coffres de contrescarpe de Trois-Châtels des creux dans la paroi opposée aux embrasures sont visibles : il s'agit  de départs pour des galeries de contre-mine.
Les édifices offrent un panorama jugé exceptionnel sur Besançon et ses environs.

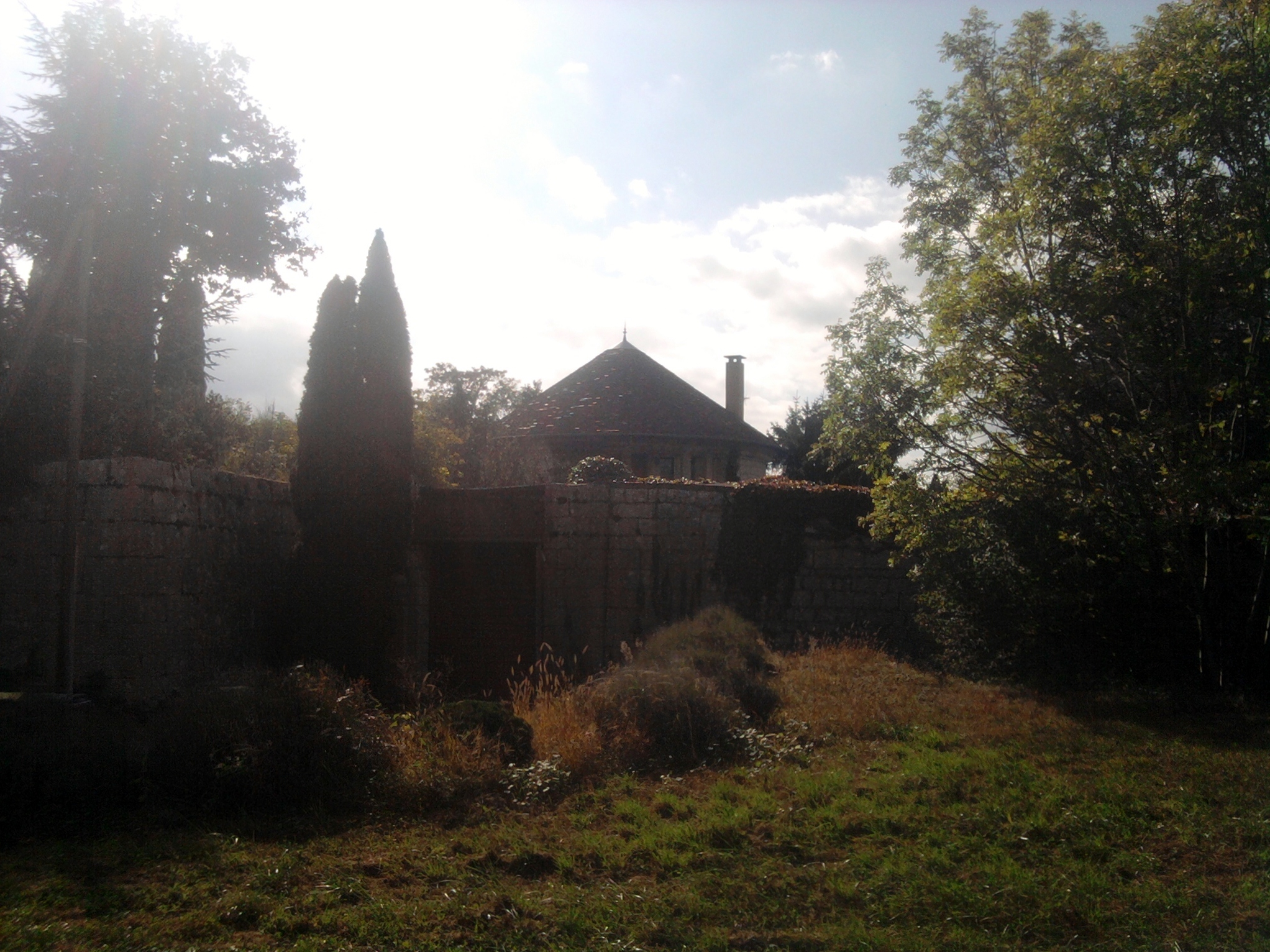
Tour et entrée de Tousey.
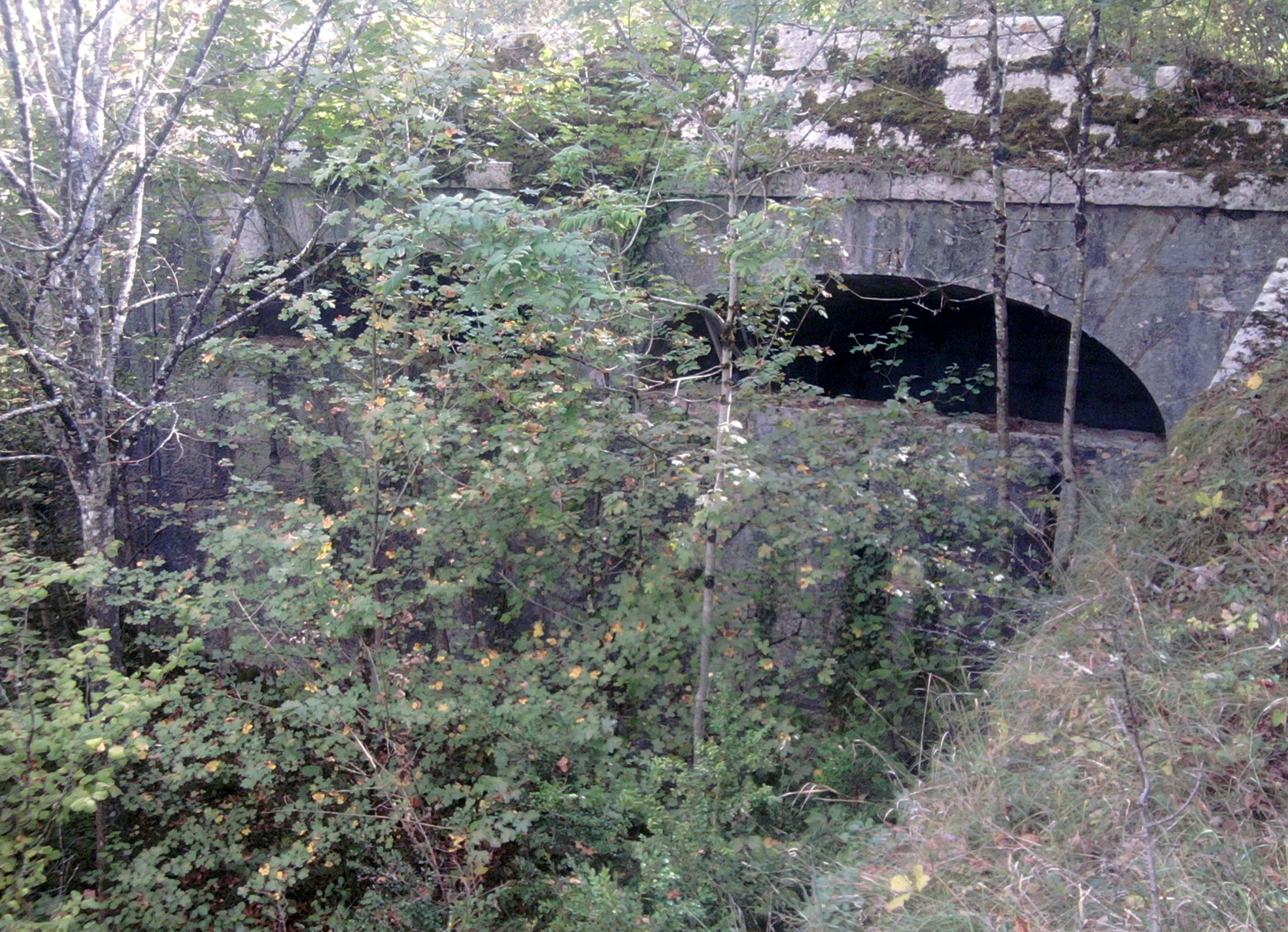
Créneaux à Tousey.
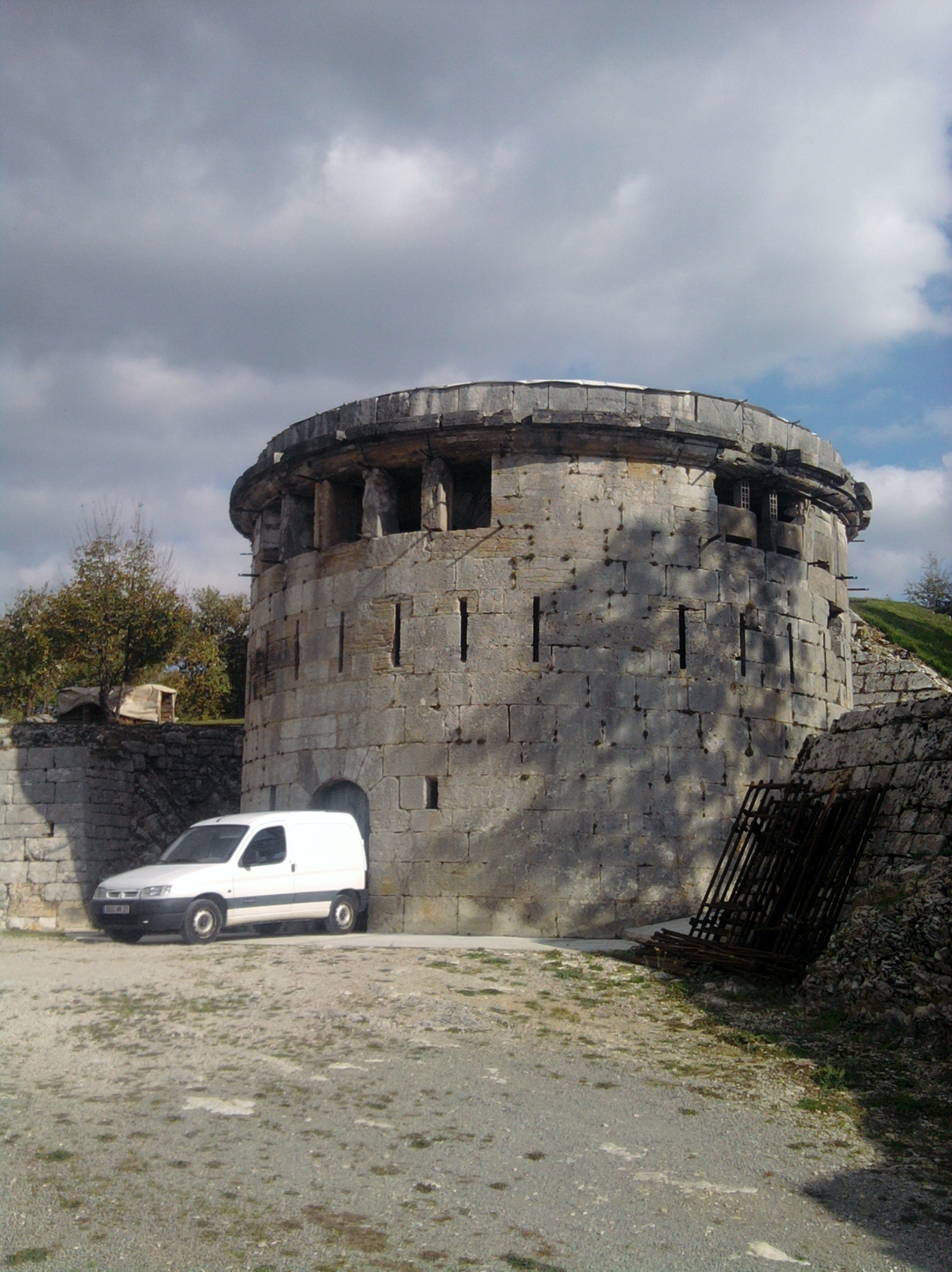
Trois-Châtels, la tour.
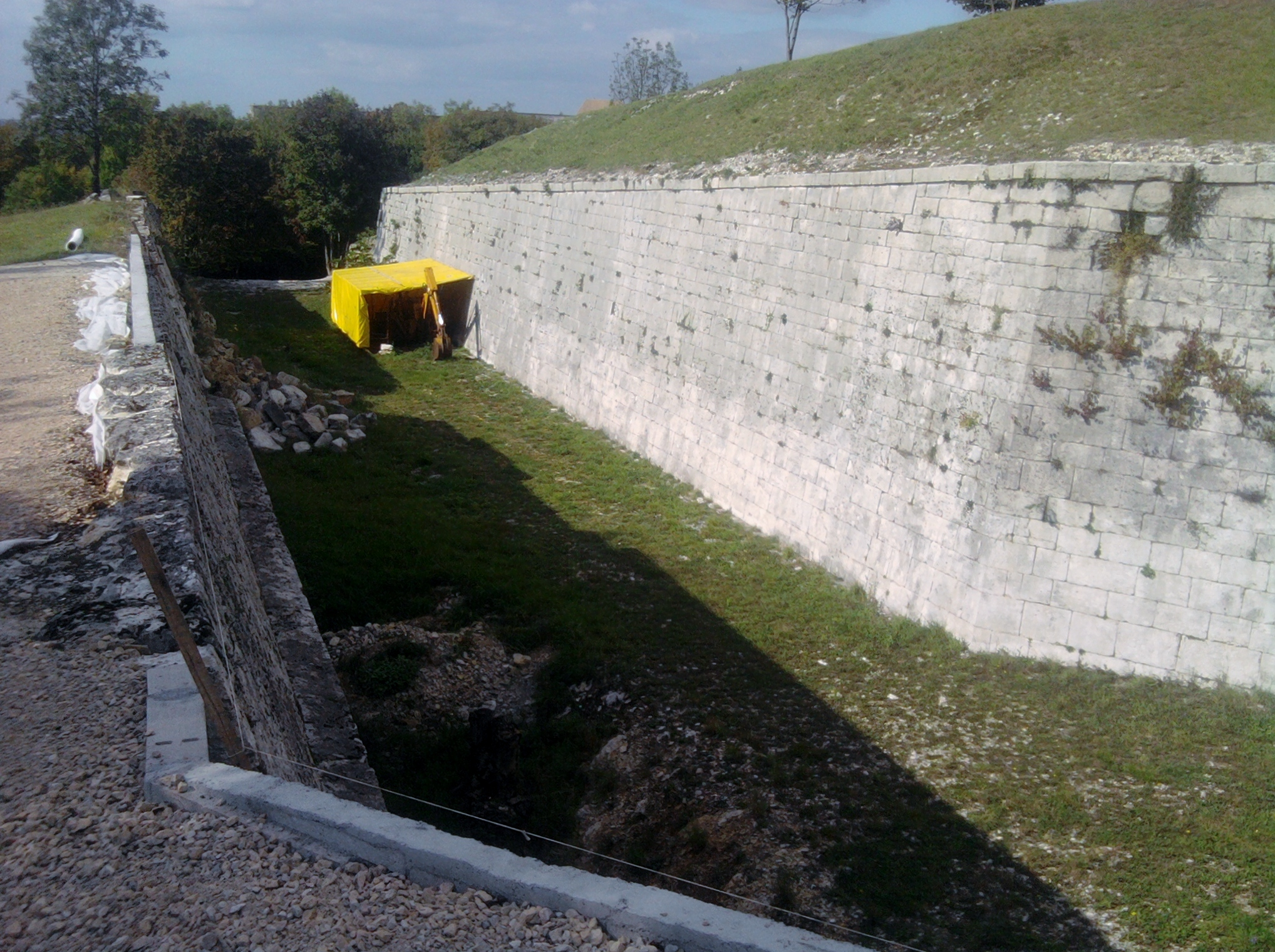
Fossé à Trois-Châtels.